# Ahilyabai Holkar
Ahilyabai Holkar, född 1725, död 1795, var regerande furstinna av det indiska Malwariket från 1767 till 1795. Hon efterträdde som änka sin son Male Rao Holkar. Hon är känd för sitt försvar av det hinduiska riket mot muslimska invasioner och för sitt omfattande gynnande och byggande av hinduiska tempel. 

## Biografi
Ahilyabai Holkar var dotter till en byäldste på landsbygden. Enligt legenden fick hennes svärfar Malhar Rao Holkar syn på henne en dag i hennes bytempel, och förde hem henne som brud till sin son. Hon gifte sig med kronprins Khanderao (1723–1754) vid åtta års ålder år 1733. Paret fick en son och en dotter. Hon hade en god relation till sin svärfar, som hade en hög tanke om hennes förmågor. 
När hennes make avled 1754, hindrade hennes svärfar henne från att begå suttee. Hennes svärfar avled 1766 och efterträddes av hennes son. 
När hennes son avled 1767 efterträdde hon honom själv som Malwas regerande furste. Hon har fått ett gott eftermäle och beskrevs som en kapabel och populär monark med en framgångsrik regering. Hon efterträddes av sin befälhavare Tukoji Rao Holkar I. 